# Nord-Ost (Francfort-sur-le-Main)

L'arrondissement (en rouge) au sein de la ville de Francfort-sur-le-Main

Les subdivisions de l'arrondissement

Nord-Ost ou, en forme longue, Frankfurt-Nord-Ost est un arrondissement de Francfort-sur-le-Main.